# Racer (serie)
Racer es una serie de videojuegos de carreras creada por la empresa Davilex Games, especialmente diseñada para el mercado de PC. Los juegos fueron publicados por Koch Media y por el propio Davilex. La primera parte de la serie apareció en 1996.
Sobre la base del motor de juego de A2 Racer, también se crearon otros juegos de carreras, que también tenían el término Racer en su título. Por lo tanto, todos los juegos de carreras de Davilex con este término en el título se conocen como la serie Racer.
Davilex también publicó juegos en Europa de forma similar y con un título similar, como A2 Racer en los Países Bajos, London Racer o M25 Racer en Reino Unido y Paris-Marseille Racing en Francia.

## Contenido del juego
El contenido básico del juego son carreras de autos con vehículos de serie a través de ciudades alemanas (incluidas Berlín, Dortmund, Múnich) y las autopistas federales conectando estas ciudades. Todos los juegos ofrecen un modo carrera, en el que el jugador gana dinero a través de los éxitos en las carreras, con el que el jugador paga las reparaciones, las multas de estacionamiento y los autos nuevos.
Las ciudades son superficialmente remotamente similares a los modelos originales. Las características de identificación más notables son las vistas ubicadas a lo largo de la ruta. En partes posteriores, la ruta también atravesaba galerías comerciales, túneles subterráneos  y espacios verdes públicos como el Jardín Inglés en Munich. El jugador no solo se encuentra con sus oponentes de carreras en las pistas, sino también con vehículos policiales, cajas de rayos y mucho tráfico que se aproxima. La policía rastrea el vehículo del jugador e intenta detenerlo, después de lo cual el jugador se ve obligado a pagar una multa.
La experiencia de conducción es la de un juego de carreras arcade, que entre otras cosas permite que el vehículo se dirija durante un salto. La selección de vehículos incluye principalmente tipos de vehículos que a menudo son visibles en las carreteras alemanas, pero también se han integrado automóviles deportivos como el Porsche 911. Los nombres de los vehículos fueron falsificados debido a la falta de licencias oficiales. El Opel Astra del juego se llama "Opol Astro", y el Smart se llama "Clever".

## Juegos
Los juegos se publicaron en varios lugares con diferentes nombres (a menudo con vehículos y entornos diferentes).

### Norteamérica
- US Racer

### Países Bajos
- A2 Racer (1996)
- A2 Racer II (1998)
- A2 Racer III: Europa Tour (1999)
- Vakantie Racer (2000)
- A2 Racer IV: De Politie slaat terug (2000)
- Europe Racer (2001)
- A2 Racer Goes USA! (2002)
- A2 Racer: World Challenge (2003)
- A2 Racer: Police Madness (2005)
- A2 Racer: Destruction Madness (2005)

### Reino Unido
- London Racer[1]
- London Racer II
- London Racer: World Challenge
- London Racer: Police Madness
- London Racer: Destruction Madness

### Alemania
- Autobahn Raser
- Autobahn Raser II
- Autobahn Raser III
- Autobahn Raser IV
- Europe Racing
- USA Racer
- Autobahn Raser - World Challenge
- Autobahn Raser - Das Spiel zum Film
- Autobahn Raser - Police Madness
- Autobahn Raser - Destruction Madness

### Francia
- Paris-Marseille Racing
- Paris-Marseille Racing 2
- Paris-Marseille Racing: Edition Tour du Monde
- Paris-Marseille Racing: Police Madness

## Recepción

### Revistas especializadas
Las revistas especializadas no estaban entusiasmadas con los juegos, por lo que el primer juego de la serie solo recibió una calificación promedio del 50,5% por diversión. Solo en términos de tecnología, los juegos no eran convincentes: los gráficos estaban desactualizados en todas las partes y la música de fondo a menudo se denominaba "música de ascensor" o se comparaba con películas porno. Sin embargo, el principal punto de crítica fue el juego en sí. Se criticó la inadecuada física de conducción, así como el curso poco imaginativo del juego y el diseño de ruta poco espectacular, especialmente porque las ciudades, aparte desde las vistas, parecía muy monótono. Con todo, la serie Racer siempre ha estado a la sombra de grandes competidores en todos los aspectos como la serie Need for Speed. En relación con la serie Racer, los críticos de las revistas especializadas también fueron muy a menudo polémicos. La revista GameStar describió el juego Autobahn Raser - Das Spiel zum Film como "juguetona cancelación total en la autobahn".

### Éxito comercial
Aun así, los juegos tuvieron un éxito comercial tan grande que continuaron una y otra vez. Las principales razones de esto fueron, por un lado, la identificación de la audiencia destinataria a través de nombres conocidos de ciudades, automóviles (por ejemplo, Brabant basado en el Trabant) y carreteras, así como el entrada fácil en el juego. Por último, pero no menos importante, el llamativo nombre con las palabras clave "Autobahn" y "Raser" contribuyó al hecho de que los jugadores ocasionales sin experiencia en el comercio especializado tendían a preferir estos productos. Después de todo, el precio inicial de 49,95 marcos alemanes y después de la introducción del euro de 20 a 30 euros se adaptó mucho al mercado masivo, mientras que otros juegos cuestan normalmente de 70 a 90 marcos alemanes (40 a 50 euros).

### Políticos y medios de comunicación
Los políticos se han expresado repetidamente críticos con el juego y su llamativo título. En marzo de 1999, Volker Bulla, el entonces director gerente de la facción Alianza 90/Los Verdes en el ayuntamiento de Colonia, envió por fax varias cadenas de tiendas a la Sacar un juego de los estantes, ya que la distribución de tal juego frustró todos los esfuerzos de la policía y alentó una creciente imprudencia en el tráfico. En septiembre de 2003, Dirk Fischer, portavoz de política de transporte de la CDU/CSU, también llamó a la serie de juegos "absolutamente perversa en el sentido de la Ley de tráfico por carretera ".
El periódico BILD Bild (periódico) también publicó declaraciones críticas y vinculó un accidente automovilístico en el verano de 2003 en el que dos conductores novatos habían atropellado a una niña en el juego. Según el diario, el juego anima a los jóvenes a "conducir, reducir la velocidad y alejarse".

## La película
En 2003, la película Autobahn Raser fue filmada bajo la licencia del juego por Michael Keusch, para la cual se lanzó otro juego en 2004 bajo la licencia de la película. Los actores involucrados incluyen a Alexandra Neldel y Collien Fernandes.